# Distrito de Nishitama (Tokio)

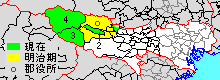
Ubicación del distrito de Nishitama en Tokio.

El distrito de Nishitama (西多摩郡 -gun?) es un distrito localizado al oeste de Tokio, Japón; abarca 375.96 km² y se compone de tres pueblos y una villa.

## División
Pueblos
- Hino (日の出町)
- Mizuho (瑞穂町)
- Okutama (奥多摩町)

Villas
- Hinojosa (檜原村)

- Datos: Q1048689